# Mon histoire d'amour avec Yamada à Lv999
Mon histoire d'amour avec Yamada à Lv999 (山田くんとLv999の恋をする, Yamada-kun to reberu kyū-hyaku kyū-jū kyū no koi o suru?) également connu sous le nom de Loving Yamada at Lv999 !est une série de manga japonaise écrite et illustrée par Mashiro. Elle est prépubliée sur le site Ganma! de Comic Smart depuis mars 2019. Dix volumes sont parus en novembre 2024. Une adaptation en anime produite par le studio Madhouse est diffusée entre avril et juin 2023. La version française sera éditée par Mana Books à partir du 19 septembre 2024, sous son titre anglophone My Love Story with Yamada-kun at Lv999.

## Synopsis
L'histoire suit Akane Kinoshita, une étudiante et joueuse de jeux vidéo. Après s'être fait tromper par son compagnon Takuma, elle continue le MMORPG Forest of Savior (FoS) auquel ils jouaient ensemble. Elle rencontre sur le jeu Akito Yamada. Tous deux de la même guilde, ils entreprennent une relation à la fois dans le monde virtuel et le monde réel.

## Personnages
La popularité de l'œuvre est attribuée par Mashiro à Yamada. Yamada est dessiné avec la conscience d'un garçon de la vie réelle, car Mashiro voulait créer l'illusion que le personnage est réel et ne peut pas faire l'objet d'une pseudo-romance virtuelle. Les paroles et les actes des garçons avec lesquels Mashiro jouait à des jeux en ligne servent de référence pour Yamada et il est conçu avec l'idée que les garçons doivent être difficiles à conquérir. Akane est dessinée comme « la fille qui vit dans la chambre voisine », difficile à approcher et « dont on ne sait pas vraiment quel genre de personne elle est ». Mashiro crée le personnage d'Akane avec l'idée qu'il est préférable de conserver cette distance plutôt que de la contrôler. Runa est un personnage créé à l'improviste. Mashiro éprouve des difficultés à décider de la manière de conclure son histoire dans le deuxième volume car celle-ci est ajoutée au dernier moment. Mashiro regrette de ne pas avoir pu tout dire sur Runa dans la série principale et est heureux de pouvoir en ajouter dans un manga bonus du deuxième volume. D'autres personnages, comme Eita et Kamota, sont également créés à l'improviste. Eita est créé car « Akane et Yamada n'étaient pas suffisants pour remplir la liste des personnages » et Kamota est créé car « le rassemblement hors ligne manquait de quelque chose ». Pour donner l'illusion que les personnages principaux sont vraiment vivants, même les personnages secondaires ont été développés avec soin.
Akane Kinoshita (木之下 茜, Kinoshita Akane)
Voix japonaise : Inori Minase
Voix anglaise : Abby Trott Akane est le personnage principal. Elle est dessinée comme « la fille qui vit dans la chambre voisine », difficile à approcher et « dont on ne sait pas vraiment quel genre de personne elle est ». Mashiro crée le personnage d'Akane avec l'idée qu'il est préférable de conserver cette distance plutôt que de la contrôler. C’est une étudiante et fan de jeux vidéo. Elle commence à jouer à Forest Of Savior grâce à son ex-petit-ami Takuma Furukawa qui l’a trompé avec une autre joueuse avant de rompre avec Akane. Dans le jeu elle appartient à la guilde "Chocolate Rabbit”et utilise son vrai nom comme surnom. Dans la vie c’est quelqu’un de mature, chaleureuse et sympathique et qui dit tout ce qu’elle pense sans filtre. Elle rencontre Yamada lors d’un événement organisé par son jeu, Forest Of Savior.
Akito Yamada (山田 秋斗, Yamada Akito)
Voix japonaise : Kōki Uchiyama
Voix anglaise : Stephen Fu Membre de la guilde "Chocolate Rabbit" sur le jeu Forest Of Savior, il joue avec son vrai nom “Yamada” et un avatar elf afro, masculin et sans émotion. Il est populaire localement comme joueur professionnel, il est sponsorisé pour jouer à d'autres jeux, des FPS. Forest Of Savior est un jeu qu’il joue occasionnellement pour se détendre. Il rencontre Akane lors d’un événement en vrai organisé par Forest Of Savior lors duquel la jeune fille lui demande de jouer le rôle de son petit-ami devant son ex-compagnon Takuma Furukawa. Dans la vrai c’est un lycéen en classe de terminal, il est calme et introverti.
Eita Sasaki (佐々木 瑛太, Sasaki Eita)
Voix japonaise : Natsuki Hanae, Ai Kakuma (Rurihime)
Voix anglaise : Landon McDonald, Lily Ki (Rurihime) Personnage créé à l’improviste car  « Akane et Yamada n'étaient pas suffisants pour remplir la liste des personnages » il est un joueur de  Forest Of Savior. Il est le créateur le dirigeant de la guilde "Chocolate Rabbit" sous le surnom de "Rurihime" et derrière l’avatar d’une jeune fille inspiré par sa petite sœur Runa. Il a d’ailleurs créé la guilde pour permettre à sa sœur de jouer en toute simplicité.
Runa Sasaki (佐々木 瑠奈, Sasaki Runa)
Voix japonaise : Ai Kakuma
Voix anglaise : Michelle Marie  Runa est un personnage créé à l'improviste. Mashiro éprouve des difficultés à décider de la manière de conclure son histoire dans le deuxième volume car celle-ci est ajoutée au dernier moment. Mashiro regrette de ne pas avoir pu tout dire sur Runa dans la série principale et est heureux de pouvoir en ajouter dans un manga bonus du deuxième volume. C’est la petite sœur d’Eita Sasaki et une amie d’enfance de Akito Yamada. Elle joue également à Forest Of Savior et a plusieurs avatars dans le jeu. Runa est une membre de la guilde “Chocolate Rabbit” et la considère comme sa deuxième maison. Avant de s'attacher à Akane elle avait voulu la virer de la guilde.
Momoko Maeda (前田 桃子, Maeda Momoko)
Voix japonaise : Saori Ōnishi
Voix anglaise : Lauren Landa Momoko est la meilleure amie d’Anake. Contrairement à cette dernière, elle n’aime pas les jeux vidéo mais aime aller à des rencontres organisées afin d’essayer de trouver un partenaire. C’est une personne ouverte et chaleureuse. Elle vit avec Akane dans un appartement.
Takezo Kamota (鴨田 たけぞう, Kamota Takezō)
Voix japonaise : Nobuo Tobita
Voix anglaise : Brook Chalmers Personnage créé car « le rassemblement hors ligne manquait de quelque chose », c’est un agriculteur cultivateur de fraises et joueur de Forest Of Savior. Il est le sous-chef de la guilde Chocolate Rabbit et joue un micronest, un avatar d’apparence minuscule mais qui atteint la taille d’un monstre au combat. Dans sa vie en dehors du jeu, il a beaucoup de relations. C’est une personne aimable et accueillante qui prend soin des autres.
Yukari Tsubaki (椿 ゆかり, Tsubaki Yukari)
Voix japonaise : Rio Tsuchiya
Voix anglaise : Lizzie Freeman C’est un camarade de classe d’Akane contre qui cette dernière joue dans un jeu FPS. Akane tombe amoureuse de lui à un moment avant qu’il ne la rejette après qu’elle se soit confessée.

## Production

### Œuvre
Il s'agit de la première œuvre publiée de Mashiro. Elle l'écrit avec l'intention de plaire à la fois aux fans de manga pour filles et à ceux qui aiment les jeux en ligne. Initialement, le concept de la série est celui d'un « manga romantique », mais Mashiro hésite quant à la mise en valeur ou non des « éléments de jeu »[réf. incomplète]. Le concept de jeu présenté dans l'histoire est celui d'un « MMO un peu nostalgique », s'inspirant des MMO des années 2010 à 2020, avec des détails spécifiques basés sur les jeux auxquels Mashiro a joué. Cependant, étant donné que Mashiro aime les mangas pour filles et qu'elle excelle dans ce domaine, la série évolue progressivement vers un manga romantique à partir du volume 3.
Lors de la collaboration ultérieure avec Nanao, Mashiro décrit cette œuvre comme ayant une « distance exquise entre deux personnes qui semblent sur le point de se rapprocher, mais qui ne le font jamais ».

### Environnement de production
Au moment de la sortie du troisième volume, Mashiro achète un bureau et une chaise. Auparavant, elle s'asseyait par terre et dessinait avec une tablette. Mashiro déclare avoir des raideurs aux épaules et devoir dessiner cette œuvre en luttant contre les douleurs.

## Manga
Écrite et illustrée par Mashiro, la série commence sa prépublication sur le site Ganma de Comic Smart! le 7 mars 2019. Media Factory publie la série au format papier sous le label MF Comics. En novembre 2024, dix volumes tankōbon sont parus.

### Liste des volumes
| no | Japonais          | Japonais          |
| no | Date de sortie    | ISBN              |
| -- | ----------------- | ----------------- |
| 1  | 21 février 2020   | 978-4-04-064520-9 |
| 2  | 23 septembre 2020 | 978-4-04-064954-2 |
| 3  | 23 mars 2021      | 978-4-04-680295-8 |
| 4  | 21 septembre 2021 | 978-4-04-680776-2 |
| 5  | 22 avril 2022     | 978-4-04-681368-8 |
| 6  | 21 octobre 2022   | 978-4-04-681914-7 |
| 7  | 21 avril 2023     | 978-4-04-682409-7 |
| 8  | 23 octobre 2023   | 978-4-04-683001-2 |
| 9  | 23 avril 2024     | 978-4-04-683595-6 |
| 10 | 22 novembre 2024  | 978-4-04-684125-4 |

Volume 1 : épisode 1 à 2 
Volume 2 : épisode 3 à 4 
Volume 3 : épisode 5 à 6 
Volume 4 : épisode 7 à 8 
Volume 5 : épisode 9 à 10 
Volume 6 : épisode 11 à 12 
Volume 7 : épisode 13

## Anime
Une adaptation de la série en anime est annoncée lors de l'événement Aniplex Online Fest 2022 le 24 septembre 2022. Elle est produite par le studio Madhouse et réalisée par Morio Asaka, avec des scénarios écrits par Yasuhiro Nakanishi, des conceptions de personnages par Kunihiko Hamada et une musique composée par Mito et De De Mouse,. La série est diffusée entre le 2 avril et le 25 juin sur Tokyo MX et plusieurs autres chaînes de télévision japonaises,. La chanson thème d'ouverture intitulée Gradation (ぐらでーしょん)  est interprétée par Kana-Boon avec Yūho Kitazawa, tandis que la chanson thème de fin est Trick Art (トリック・アート)  est chantée par Ryujin Kiyoshi. Crunchyroll possède les droits de diffusion de la série à l'international.

### Épisodes
| No | Titre français                                    | Titre japonais                     | Titre japonais                         | Date de 1re diffusion |
| No | Titre français                                    | Kanji                              | Rōmaji                                 | Date de 1re diffusion |
| --- | ------------------------------------------------- | ---------------------------------- | -------------------------------------- | --------------------- |
| 1 | C’est pour ça que je déteste les gamers !         | これだからっ！ゲームする男なんて!! | Kore da kara！Geimu suru otoko nante!! | 2 avril 2023          |
| Akane est larguée par son petit ami Takuma pour une fille nommée Eri qu'il a rencontrée dans le jeu en ligne auquel ils jouent tous les deux, Forest of Savior (FOS). En se connectant à FOS, Akane finit par s'en prendre à Yamada, un membre de sa guilde en ligne connu pour être froid et antisocial. Elle voit une invitation à un événement du monde réel pour les joueurs de FOS. Soupçonnant que Takuma et Eri seront présents, Akane se refait une beauté pour s'assurer que Takuma regrette de l'avoir larguée, mais lors de l'événement, elle trébuche en essayant de faire remarquer Takuma. Elle est aidée par un beau gars qu'elle identifie comme Yamada à cause de sa personnalité froide. Takuma est un grand fan de Yamada, alors Akane le soudoie avec un objet de jeu super rare pour faire semblant d'être son nouveau petit ami. Takuma est jaloux mais est encouragé par Eri, laissant Akane insatisfaite et misérable. Akane et Yamada, réticent, discutent autour d'un verre, et elle apprend qu'il est un célèbre joueur professionnel qui obtient des sponsors pour jouer à des jeux dans des compétitions officielles. Il n'est pas non plus intéressé par les rencontres. Après que Yamada soit parti acheter des pansements pour sa cheville égratignée, Akane interprète à tort son départ comme s'il la laissait tranquille. Elle pleure et s'enivre pour atténuer la douleur du rejet. Le lendemain matin, Akane se réveille avec la gueule de bois dans l'appartement de Yamada avec Yamada jouant à proximité. |                                                   |                                    |                                        |                       |
| 2 | Désolé, j’ai un boss à faire spawn                | そろそろボス湧きの時間なんで       | Sorosoro bosu waki no jikan nande      | 9 avril 2023          |
| Akane craint qu'elle et Yamada n'aient eu des relations sexuelles, mais tout ce qu'il a fait, c'est la laisser dormir. Il lui demande de partir et de ne plus la revoir. Akane se rend compte que son collier, le premier cadeau qu'elle a reçu de Takuma, a disparu. Traquant Yamada dans FOS, il insiste sur le fait que ce n'est pas dans son appartement, puis critique son utilisation excessive de l'espace limité dans la boîte de stockage des guildes. Akane se déconnecte bouleversée. Yamada trouve le collier en marchant accidentellement dessus et en le cassant Akane se rend compte qu'elle doit tourner la page de Takuma. Elle aperçoit Yamada en public en train de rejeter durement les aveux d'un camarade de classe et est obligée de le gronder, tout en réalisant que Yamada doit être un lycéen. Yamada rend le collier cassé qui la bouleverse profondément, lui donne son parapluie sous la pluie. Le lendemain, la mère d'Akane envoie brusquement toutes ses affaires de sa chambre d'enfant, remplissant son petit appartement de cartons. Elle se rend compte que c'est la raison pour laquelle Yamada était contrariée par la boîte de rangement de la guilde et elle jette tout ce dont elle n'a pas besoin. De nouveau ivre, elle rend visite à Yamada pour le remercier de tout. Yamada laisse entendre qu'il serait peut-être agréable de la revoir dans FOS. |                                                   |                                    |                                        |                       |
| 3 | J’ai envie qu’on se rencontre IRL                 | オフ会したいなぁ♡                  | Ofu-kai shitai nā ♡                    | 16 avril 2023         |
| Après avoir assisté à une mixage de célibataires désastreuse, Akane se connecte à FOS et écoute accidentellement Yamada et le chef de guilde Rurihime, ce qui l'amène à soupçonner qu'ils sortent ensemble. Cela la déprime plus que la table de mixage. À l'université, elle rencontre un gars de la table de mixage dont elle ne se souvient pas du nom, et l'ignore quand elle aperçoit Yamada en train de parler à une fille qu'elle soupçonne d'être Rurihime, ce qui la fait se sentir encore plus mal. Elle décide d'éviter FOS pendant un certain temps, mais Rurihime l'invite brusquement à une table de mixage de café pour toute la guilde, y compris Yamada. Akane a du mal à suivre les indications pour se rendre au café jusqu'à ce qu'un beau gars lui propose de l'y diriger car il est membre de la guilde. Akane salue la fille avec Yamada en tant que Rurihime mais est gênée quand elle n'est pas du tout Rurihime. Un flashback de la nuit où Akane a dormi ivre dans l'appartement de Yamada montre qu'elle ne s'est pas évanouie tout de suite, elle a commencé à pleurer sur Takuma alors Yamada l'a tenue jusqu'à ce qu'elle s'endorme. |                                                   |                                    |                                        |                       |
| 4 | Tu es amoureuse de Yamada ?                       | 山田さんのこと好きなんですか？     | Yamada-san no koto suki nan desu ka?   | 23 avril 2023         |
| Il s'avère que le beau garçon est Rurihime, de son vrai nom Eita, un vieil ami d'école de Yamada. Un vieil homme nommé Takezo les rejoint également, qu'Akane n'a jamais rencontré à FOS car il se spécialise dans les raids de donjons. La fille est la sœur d'Eita, Runa, qui joue si rarement que presque personne d'autre ne sait qu'elle est membre de la guilde. Akane est soulagée que Yamada soit en fait célibataire et ne lui ait pas menti. Runa déteste la relation de cause à effet d'Akane avec Yamada et exige de savoir si elle l'aime, ce qui pousse Eita à gronder son impolitesse. Akane est choquée par la question de Runa et s'énerve. Pendant ce temps, Yamada s'inquiète qu'Akane soit en colère contre lui, exaspérant Eita que Yamada ne comprenne pas du tout les filles. Yamada repense à un ami d'enfance qu'il avait. Après la fin du mixage, Runa décide jalousement de faire expulser Akane de la guilde. Partageant un train pour rentrer chez elle, Akane a du mal à maintenir la conversation avec Yamada, mais se contente de manger. Découvrant son régime alimentaire épouvantable, Akane lui donne impulsivement des jours de repas faits maison dans son congélateur, le déroutant. Runa appelle Akane pour s'excuser et l'invite à passer le samedi ensemble en tant qu'amies. Yamada sait que Runa a déjà des plans pour samedi et se méfie. |                                                   |                                    |                                        |                       |
| 5 | Tu nous dois une explication                      | 詳しく聞かせてもらおうか           | Kuwashiku kikasete moraou ka           | 30 avril 2023         |
| Yamada est révélé donner des cours particuliers à Runa le samedi, mais ne sait pas s'il doit le dire à Akane. Akane trouve Runa qui lui a arrangé un rendez-vous à l'aveugle avec un homme d'âge moyen qui pense qu'Akane est Rurihime, alors elle va aux toilettes pour appeler Runa. Yamada voit Runa éviter de répondre au téléphone, confirmant qu'elle fait une blague à Akane. Akane est terrifiée lorsque l'homme la suit jusqu'à la salle de bain. Yamada le dit à Eita qui se rend compte que Runa a mis Akane en relation avec un superfan de Rurihime au hasard, et réprimande Runa pour avoir mis Akane en danger avec un harceleur potentiel sur Internet. Tout le monde se précipite pour sauver Akane qui a maintenant une jambe blessée. Eita est furieuse, mais il s'avère que l'homme vérifiait vraiment si Akane était malade dans la salle de bain, et elle s'est blessée à la jambe en tombant par surprise. Yamada s'excuse de ne pas avoir révélé la farce avant. Réalisant qu'elle a vraiment mis Akane en danger, Runa s'excuse. Eita a l'intention de gronder sévèrement Runa, mais Akane renvoie tout le monde pour parler à Runa seule. Runa admet ce qu'elle a fait et ils parviennent à se réconcilier. Yamada est impressionné par Akane. Croyant toujours qu'elle est Rurihime, la superfan demande le mariage et est rejetée de manière décisive. |                                                   |                                    |                                        |                       |
| 6 | J'aimerais que ça parte en comédie romantique     | 個人的にはラブコメ展開希望         | Kojinteki ni wa LoveCom tenkai kibou   | 6 mai 2023            |
| Des flashbacks montrent que Runa a été choyée par ses parents et Eita, ce qui l'a rendue égoïste, enfantine et incapable de se faire des amis en dehors d'Internet. Puis elle a rencontré Akane qu'elle considère comme une amie, mais elle sait aussi qu'Akane est plus âgée et a d'autres amis en plus d'elle, donc leur amitié n'est pas celle d'égaux. Malgré cela, elle s'est beaucoup réchauffée à Akane. Alors qu'elle traîne avec l'autre ami d'Akane, Momo, Runa devient de mauvaise humeur à l'idée de partager Akane. Akane pense qu'elle et Yamada se sont rapprochés après qu'il s'est excusé pour une déclaration insensible et ait utilisé un emoji. L'ordinateur d'Akane court-circuite l'empêchant de jouer à FOS, alors Eita et Runa demandent à Yamada de rendre visite à Akane pour le réparer. Yamada remercie brusquement Akane pour les repas surgelés qu'elle lui a donnés, ce qui la rend heureuse. Runa commence à soupçonner Eita d'avoir raison ; Akane pourrait être le match parfait pour Yamada. À la suggestion d'Eita, Runa prépare une « fin de comédie d'amour » en poussant Akane sur Yamada pour une « scène de pervers chanceux », mais cela ne blesse que l'œil de Yamada. L'intrigue de Runa est quelque peu réussie quand Akane essaie de voir l'œil de Yamada, en rapprochant leurs visages. Yamada est tellement surpris par sa proximité qu'il part rapidement, affirmant qu'il a oublié ses outils de réparation d'ordinateur.                                                                       |                                                   |                                    |                                        |                       |
| 7 | Tu veux la voir pour être rassuré ?               | 安心したいですか？                 | Anshin shitai desu ka?                 | 14 mai 2023           |
| Yamada achète un verre mais dérange accidentellement l'employée, récemment diplômée de son école, en la repoussant lorsqu'elle lui demande son nom. En revenant, il trouve Akane et Runa endormies, et Akane a maintenant attaché ses cheveux en arrière. Se sentant coupable, il lui détache les cheveux sans la réveiller. Yamada ouvre la porte d'Akane et trouve son ex Takuma qui est étonné par la présence de Yamada dans la maison d'Akane mais est certain que Yamada ne sortirait pas avec elle, ennuyant Yamada au nom d'Akane. Takuma se demande si elle va bien, mais décide que sa vision la bouleverserait, alors il part. Akane entend tout mais est d'accord avec ça. Elle se rend compte que ses cheveux sont lâchés et Yamada admet qu'il l'a fait mais ne peut pas expliquer pourquoi, ce qui la déroute. Akane trouve un emploi dans un dépanneur près de l'université. Avec son ordinateur portable réparé, Akane reprend FOS et rencontre Takezo en ligne pour la première fois, trouvant que son avatar est un Micronest de 1 pouce de haut idéal pour ses raids de donjon. En guise de paiement pour la réparation de l'ordinateur portable, Eita demande à Akane de l'aider à nettoyer un donjon. À l'école, Yamada est invité à participer au concours du festival mais refuse juste au moment où Eita l'informe que lui, Runa, Takezo et Akane assisteront au festival en tant que représentants du FOS. |                                                   |                                    |                                        |                       |
| 8 | Si tu avais dit oui, je me serais vraiment senti… | もしそうならそれはすごく           | Moshi sō nara sore wa sugoku           | 21 mai 2023           |
| Au festival, Akane remarque que Runa est malade à cause du stress car elle va bientôt passer l'examen d'entrée pour fréquenter l'école. Pendant qu'elle se rétablit, Akane voit Yamada occupé avec sa classe et décide de ne pas l'interrompre. Yamada la voit quand même et lui parle tout de suite, la faisant sourire. Une infirmière diagnostique que Runa a juste faim, alors Akane et Yamada visitent les stands de nourriture pour elle, bien que le fait d'être avec Yamada suscite des questions jalouses de la part des filles qu'elles croisent, les retardant. Eita plaisante depuis que les rumeurs ont commencé, autant commencer à sortir ensemble, embarrassant Akane qui s'enfuit. Eita commence à la suivre mais Yamada le devance et l'arrête en utilisant son prénom pour la première fois. Il s'excuse pour la mauvaise blague. Akane lui demande ce qu'il aurait fait si elle avait accepté de sortir avec lui, mais le fait passer pour la même blague sur le fait qu'ils sortent ensemble. Elle est choquée quand Yamada répond qu'il n'y a pas pensé parce qu'il la voit trop bien pour quelqu'un comme lui. Refusant toujours de participer au concours, le camarade de classe de Yamada, Okamoto, prend sa place, provoquant la colère du public féminin et recueillant le soutien du public masculin. |                                                   |                                    |                                        |                       |
| 9 | C’est une urgence de guilde !                     | ギルドの一大事だよっ！！           | Girudo no ichidaiji da yo!!            | 28 mai 2023           |
| Yamada voit Akane à son travail au dépanneur, qui lui demande de l'attendre car elle lui a de nouveau cuisiné des repas sains. Ses collègues sont surpris qu'ils ne sortent pas ensemble. Yamada la sauve d'être renversée par un vélo, ce qui l'affecte profondément émotionnellement car elle n'est pas sûre qu'il soit acceptable de tomber amoureuse de lui. Runa n'est pas contente qu'une nouvelle joueuse rejoigne la guilde au cas où elle serait amicale et lui volerait Akane. Akane est surprise que ce soit un camarade de classe de Yamada qu'il a invité à le rejoindre. Le camarade de classe, Tsubaki, semble avoir le béguin pour Yamada et n'aime pas l'idée de le voir avec d'autres filles, apparemment irrité lorsqu'il parle à Akane au téléphone. Elle demande à Yamada s'il aime Akane, qui, bien qu'il pense affectueusement à Akane dans ses souvenirs, est incapable de donner une réponse. Alors que Runa est encadrée par Yamada, Akane l'appelle pour lui dire qu'elle ne peut pas jouer à FOS ce soir-là. À cause des heures supplémentaires, du manque de nourriture et de la fermeture de la clinique médicale pour le week-end, le rhume d'Akane s'est aggravé et elle tombe gravement malade. Elle tente d'aller faire des courses mais tombe à l'extérieur de son appartement. Yamada arrive et la sauve. Dans son état confus, elle décide qu'elle doit rêver de Yamada, qui vient la chercher pour l'emmener à son appartement.                                                                             |                                                   |                                    |                                        |                       |
| 10 | Je finirai par souffrir                           | きっといつか傷つく                 | Kitto itsuka kizutsuku                 | 4 juin 2023           |
| Tsubaki est bouleversée par l'absence de Yamada et se souvient être tombée amoureuse de lui après qu'il l'ait battue dans un autre jeu en ligne. Elle craint maintenant d'avoir attendu trop longtemps et de l'avoir perdu. Tsubaki se souvient également que Yamada lui a dit qu'il y a longtemps, un camarade de classe a été intimidé parce qu'il avait le béguin pour lui, ce qui l'a amenée à changer d'école. Yamada a commencé à éviter complètement les filles, ce qui a conduit Tsubaki à retarder l'aveu de lui jusqu'à maintenant. L'état d'Akane s'aggrave alors Yamada l'emmène à l'hôpital et la ramène chez elle lorsqu'elle sort de l'hôpital. Au moment où elle se réveille, elle ne se souvient de rien et est alarmée : Yamada dort dans son appartement. Elle pleure après avoir réalisé à quel point il l'a aidée malgré les ennuis que cela lui a causés. Sa croyance en lui fait que Yamada se souvient de la fille d'avant et à quel point il l'a échouée, bien qu'Akane parle de la façon dont sa propre rupture l'aide à se sentir mieux, comprenant mieux la situation. Sa déshydratation provoque une crampe à la jambe que Yamada aide, lui faisant réaliser que malgré le fait d'être sur son lit, elle se sent en sécurité avec lui ; son expression le fit rire. Le matin arrive, alors Yamada part, même si Akane veut qu'il reste et est triste quand il est parti. |                                                   |                                    |                                        |                       |
| 11 | Il faut qu’on parle                               | 話したいことがあるの               | Hanashitai koto ga aru no              | 11 juin 2023          |
| Momo rend visite à Akane alors qu'elle se rétablit et, apprenant ce que Yamada a fait, est convaincu en privé qu'il est amoureux d'Akane. Akane joue à FOS et rencontre finalement Tsubaki alors ils partent à la chasse aux monstres avec Eita. Eita se retient délibérément, laissant Akane et Tsubaki travailler ensemble sur un monstre boss imbattable et développer une amitié provisoire. Akane appelle Yamada au téléphone pour obtenir des indices sur le monstre boss et élabore une stratégie. Tsubaki admet à Eita qu'elle a rejoint FOS pour une raison égoïste, mais ne donne pas de détails. Eita lui dit d'y aller ou rien ne changera jamais pour elle. Akane dit à Yamada qu'elle a aimé entendre sa voix et raccroche brusquement de honte. Elle organise un café avec Momo pour lui demander son véritable avis sur la raison pour laquelle Takuma l'a larguée afin qu'elle puisse commencer à se remettre de leur rupture et passer à Yamada. Ils sont brusquement rejoints par deux gars du dernier rendez-vous de groupe de Momo qu'elle a trouvés insensibles et ennuyeux. Heureusement, ils sont sauvés par Eita, qui est serveur au café, et déplace de force les gars vers une autre table. Momo est un peu jaloux, Akane connaît encore un autre mec séduisant. Akane décide de demander à Eita quelque chose d'important aussi. |                                                   |                                    |                                        |                       |
| 12 | Je t’aime                                         | 好きだよ                           | Suki da yo                             | 18 juin 2023          |
| Akane est gênée alors Momo le lui dit ; Akane est amoureuse et veut savoir pourquoi elle a été larguée auparavant. Eita assure que Yamada est beaucoup plus gentil que Takuma, et avec la personnalité de Yamada, il serait préférable qu'elle soit franche avec lui. Akane décide d'avouer immédiatement. Dès qu'Akane part, Momo fait un geste sur Eita. Arrivée chez Yamada, elle tente d'avouer mais Yamada doit partir pour l'école de bachotage. Elle l'accompagne mais ne veut pas se confesser en public. Yamada promet de téléphoner après son cours. Il commence à pleuvoir et Yamada finit par partager son parapluie avec Tsubaki. Alors qu'ils sont sur le point de se séparer, Tsubaki lui fait sa propre confession d'amour. Akane est attristée quand Yamada lui envoie un texto pour lui dire qu'il devra téléphoner un autre jour. Plus tard, Eita interroge Yamada sur les aveux d'Akane. Yamada, pensant qu'il s'agit de Tsubaki, répond qu'il n'est pas sûr, alors Eita lui dit de répondre rapidement. Il rend visite à Akane, qui remarque qu'il semble contrarié, alors elle tarde à se confesser pour lui remonter le moral en parlant de FOS. Yamada sort plus tard pour parler avec Tsubaki. |                                                   |                                    |                                        |                       |
| 13 | Le matin, à ton réveil                            | 朝 起きたら                        | Asa okitara                            | 25 juin 2023          |
| Après une certaine maladresse initiale, Tsubaki se lance dans une diatribe sans direction sur tout ce qu'elle aime chez Yamada, le mettant de plus en plus mal à l'aise. Ayant finalement dit, Tsubaki ressent un énorme soulagement mais n'est pas surpris lorsqu'il la rejette, admettant enfin pour la première fois qu'il aime Akane. Tsubaki rentre chez elle, réussissant à réprimer ses larmes jusqu'à ce que Yamada soit parti. Akane va dîner avec Eita, Runa et Takezo, qui est apparemment secrètement un président d'entreprise dans la vraie vie. Yamada arrive en retard et est chargé d'Akane, joyeusement ivre après ne pas avoir réalisé à quel point l'alcool était fort. Il décide de ne pas manger et de la ramener chez elle en toute sécurité, lui tenant la main tout au long du voyage. Dans son appartement, ivre, elle lui demande si elle lui plaît. Il admet qu'il le fait puis promet de revenir pour l'admettre le lendemain aussi, au cas où elle aurait la gueule de bois amnésique. Elle demande si elle peut téléphoner le matin pour l'entendre le dis-le et ils finissent par s'embrasser pour lui souhaiter bonne nuit. Le lendemain, Akane a du mal à accepter l'idée qu'elle a un petit ami plus jeune qu'elle et s'inquiète d'être une distraction ou un fardeau. Alors qu'ils marchent en se tenant la main, Yamada ne peut s'empêcher de se souvenir de leur première rencontre chaotique il y a des mois.                                                                                              |                                                   |                                    |                                        |                       |

## Film live
À la suite du succès du manga et de l’animé, une adaptation cinématographique en direct a été annoncée le 7 novembre 2024. Le film sera produit par Kadokawa Daiei Studio et réalisé par Yuka Yasukawa, avec un scénario d'Anna Kawahara. Tomoka Takagi sera le producteur, et Kadokawa distribuera le film. La première du film devrait être diffusée le 28 mars 2025.

## Accueil
La série se classe 9e dans la catégorie manga Web aux Next Manga Awards 2020. Le même mois, la série est nommée pour les élections générales du manga Web de pixiv et Nippon Shuppan Hanbai, Inc. Aux Next Manga Award 2021, la série se classe 4e dans la catégorie manga Web. À AnimeJapan 2021, la série se classe 9e dans un sondage demandant aux lecteurs quel manga ils souhaitent le plus voir adapté en anime. Lors du Tsutaya Comic Award 2021, la série se classe 6e. En 2022, la série remporte le grand prix du Tsutaya Comic Award.
En avril 2022, la série cumule un million d'exemplaires en circulation en comptant les ventes numériques et papier. En décembre 2022, les tirages cumulés atteignent les deux millions d'exemplaires. Aujourd'hui, un total de plus de 5,5 millions d'exemplaires vendus.
En 2024, l'anime 'My Love Story with Yamada-kun at Lv999' a été nommé aux Anime Awards 2024, organisés par Crunchyroll.
Avec l'essor du manga et de l'animé, l'autrice et son équipe se sont mis à la page en créant un site web officiel, ainsi que des comptes sur différents réseaux. On peut les retrouver sur Instagram ou encore sur X, anciennement Twitter. L'autrice anonyme rompe le silence en s'ouvrant elle aussi au grand public.